# オウガ・ジャパン
オウガ・ジャパン （OPPO Japan）は、OPPOなどを販売する歩歩高社などを含む欧加集団（おうかしゅうだん）の日本法人である。

## 概説
2017年8月、OPPOモバイル製品の総輸入元・販売元である日本法人オッポジャパンとして設立。2018年1月31日、都内で記者会見を開き、同年2月9日から日本国内でスマートフォンの販売に乗り出すと発表した。第一弾製品として、カメラ機能に優れたSIMフリースマートフォン「R11s」の販売を開始した。
Reno A発売時には、日本でのイメージキャラクターに指原莉乃を起用した。これは、OPPOが展開するReno（リノ）ブランドと読みが合致することから来ている。
2021年度上期には、日本国内のスマートフォン出荷台数シェアが6.2%に達し、Apple、SONY、SHARP、Samsungに次いで5位となった。また同年にSIMフリーAndroidスマホで売上1位を記録した。

## 歴史
- 2017年8月 - オッポジャパン株式会社として設立。
- 2018年
  - 2月 - SIMフリー市場参入。「R11s」を発売。
  - 9月 -「R15 Pro」を発売。日本向けのカスタマイズが施されており、おサイフケータイに対応している。
  - 11月 -「R17 Neo」を発売。日本で初めてディスプレイ指紋認証を搭載した。
- 2019年
  - 10月 - 「Reno A」を発売。防水、おサイフケータイに対応した日本専売モデルである。
  - 12月 - 日本のSIMフリー市場において市場シェアが第2位となる[3]。
- 2020年
  - 3月5日 -「Reno3 5G」がソフトバンクから発表。同社初のキャリア向けスマートフォンである。日本向けのカスタマイズが施されており、おサイフケータイにも対応している[4]。
  - 3月23日 -「Find X2 Pro」がKDDIから発表。[5]
  - 6月18日 -「OPPO Reno3 A」をSIMフリー向けに発表[6]。
  - 7月21日 - GoogleのWear OSを搭載した「OPPO Watch」と、Bluetooth接続の無線イヤホン「OPPO Enco W51・W11」を発表[7][8]。また、日本向けのイメージキャラクターに新たにとんねるずの木梨憲武を起用すると発表した[9]。
  - 10月8日 - オウガ・ジャパン株式会社へ社名変更[10][11]。
- 2021年6月11日 -「OPPO Reno5 A」をSIMフリー向けに発表。
- 2022年
  - 6月16日 -「OPPO Reno7 A」をSIMフリー・au・UQモバイル・ワイモバイル・楽天モバイル向けに発表した[12]。
  - 9月26日 -「OPPO A77」「OPPO Pad Air」を発表した。
- 2023年
  - 6月13日 -「OPPO Reno9 A」を発表した。
  - 10月6日 -「OPPO Reno 10 Pro 5G」を発売した。
- 2024年
  - 2月15日 -「OPPO A79 5G」を発売した[13]。
  - 6月27日 -「OPPO Reno11 A」を発売した[14]。
  - 11月29日 -「OPPO Find X8」と「OPPO A3 5G」、タブレットの「OPPO Pad NEO」を発表した[15]。

## オウガ・ジャパンをめぐる報道など
- 2021年6月30日 - 同日放送のTBS系「水曜日のダウンタウン」にて「SONY芸人、SONY製品持ってないとは言わせない説」という検証が行われ、ソニー・ミュージックアーティスツ所属のピン芸人であるやす子がOPPOのスマホを使っていると話すと、それに対して小峠英二（バイきんぐ）が「OPPOっていうのがあんの？携帯で？聞いたことないよ」と返し、スタジオでも松本人志（ダウンタウン）が「初めて聞いた…」とコメント。川島明（麒麟）は「電子たばこか？」とネタにした。Twitterでは「OPPO」がトレンドワードとなり、これに対してオウガ・ジャパン公式は好意的に受け止め、「ありがとうやす子！」「まさか大好きな番組でOPPO製品を紹介いただけるなんて…大変嬉しいです！」と投稿した[16]。
- 2022年1月10日 - オリエンタルラジオの中田敦彦がiPhone 13からOPPO Reno5 Aに乗り換えたという動画を公開した。理由として「指紋認証がなく顔認証がマスク生活に不便」「ライトニングケーブルが独自仕様なのでUSB Type-Cにしたい」の2つの理由をあげた。このうち、前者はiOS 15.4のアップデートでマスク着用時も顔認証に対応したが、「まだライトニングなんでしょ?」「マスク認証を付けても、次をType-Cにしても、ちょっと遅く感じてる」「根本的にスマホの進化は行き切っちゃったのかなって思った。そうなると、値段が下がっていくしかないからね。スマホを10万以上で買うのがダメなんだろうね、スマホはもう安いっていう頭に切り替えないといけないね」と主張している[17]。中田がOPPO製品を取り上げたことに対してオウガ・ジャパン公式は好意的に受け止めている[18]。

## 日本で発売済みの製品
自社でスマートフォンを販売する他、KDDI（auブランドとUQモバイルブランド）及びSoftBank、楽天モバイル向けに端末を販売している。

### スマートフォン
SIMフリー版との差異について、楽天モバイル版の起動画面の楽天ロゴについては全機種共通であるため省略している。プロセッサーおよびRAM・ストレージについては公式サイトを参照している。全機種ColorOSを搭載する。
ワイモバイル版の型番について末尾を0P（ゼロピー）としているものも存在するが、これは誤記であり、正しくはOP（オーピー）である。これはOPPOの頭2文字が由来である。

#### Findシリーズ
- OPPO Find X8
SIMフリー版 CPH2651
MediaTek Dimensity 9400・RAM 16GB(最大28GBまで拡張可能)・ストレージ 256GB
約3年ぶりに発売されたFindシリーズ。
新たにサイレント、バイブレーション、着信音モードをワンクリックで切り替え可能なアラートスライダーが搭載された。
- OPPO Find X3 Pro
SIMフリー版 CPH2173・au版 OPG03
Snapdragon 888・RAM 12GB・ストレージ 256GB[注釈 2]
au版はColorOS 13 Betaの対象にならない。
スマートフォン初の顕微鏡カメラを搭載した2021年のフラッグシップモデル。
- OPPO Find X2 Pro
au版 OPG01
Snapdragon 865・RAM 12GB・ストレージ 512GB[注釈 2]
SIMフリー版にあたるCPH2025は日本では発売されていない。
10倍ハイブリッドズームの望遠カメラを搭載した2020年のフラッグシップモデル。
- OPPO Find X
SIMフリー版 CPH1875・楽天モバイル版 CPH1875
Snapdragon 845・RAM 8GB・ストレージ 256GB[注釈 2]
可動カメラを搭載してインカメラを隠し完全フルスクリーンを実現した2018年のフラッグシップモデル。

#### Renoシリーズ
- OPPO Reno11 A
SIMフリー版 CPH2603・楽天モバイル版 CPH2603・ワイモバイル版 A401OP・ソフトバンク版 A401OP
Dimensity 7050・RAM 8GB・ストレージ 128GB
Reno Aシリーズで初めてイヤホンジャックを搭載しない端末となった。
日本で発売されたOPPO端末で初となるAI消しゴム（生成AIによる強化された編集機能）が搭載された。
- OPPO Reno10 Pro 5G
SIMフリー版 CPH2541・ワイモバイル版 A302OP
Snapdragon 778G・RAM 8GB・ストレージ 256GB[注釈 2]
グローバル版のReno10 Proをベースにして、Felicaを搭載したもの。Reno AでないRenoシリーズの発表はReno3 5G以来3年ぶりとなった。
- OPPO Reno9 A
SIMフリー版 CPH2523・ワイモバイル版 A301OP
Snapdragon 695・RAM 8GB・ストレージ 128GB
OPPO Glowを継続しながらも背面がガラスになり質感が向上。RAMを増量し、スペックアップを謳った。
- OPPO Reno7 A
SIMフリー版 CPH2353・au版 OPG04・ワイモバイル版 A201OP
Snapdragon 695・RAM 6GB・ストレージ 128GB
ワイモバイル版は付属ケースがない、SIMスロットは1ヶ所である。
ユーザーの要望が多かったため有機ELと画面内指紋認証が復活した。日本モデルの中では初めて背面にOPPO Glowを採用した。
- OPPO Reno5 A
SIMフリー版 CPH2199・楽天モバイル版 CPH2199・ワイモバイル版 A101OP / A103OP
Snapdragon 765G・RAM 6GB・ストレージ 128GB
A101OPはeSIM非対応、A103OPはeSIM対応である。ともにSIMスロットは1ヶ所である。
Reno3 Aでスペックが下がり不便との声が多かったためプロセッサーに注力。コストの関係上液晶ディスプレイを採用しているが、リフレッシュレート90Hzで動作する事が可能になった。Reno Aシリーズでの液晶ディスプレイの採用はこのモデルのみである。
- OPPO Reno3 5G
Softbank版 A001OP
Snapdragon 765G・RAM 8GB・ストレージ 128GB
大陸版Reno3 ProにFelicaと防水を搭載した日本向けカスタムモデルである。海外でReno3 5Gと言うとReno3を指すため注意が必要である。
- OPPO Reno3 A
SIMフリー版 CPH2013・楽天モバイル版 CPH2013・UQモバイル版 CPH2013・ワイモバイル版 CPH2013
Snapdragon 665・RAM 6GB・ストレージ 128GB
ワイモバイル版で唯一型番の変更がない。
カメラ周りの強化により広角レンズと深度レンズを搭載。防水の等級が上がり18W充電に対応した。
- OPPO Reno 10x Zoom
SIMフリー版 CPH1919・楽天モバイル版 CPH1919
Snapdragon 855・RAM 8GB・ストレージ 256GB[注釈 2]
読み方は「リノ10倍ズーム」である。
- OPPO Reno A
SIMフリー版 CPH1983・楽天モバイル版 CPH1983
Snapdragon 710・RAM 6GB・ストレージ 64GB（楽天モバイル版は128GB）
Reno Aシリーズの初代である。OPPOが日本での人気を集める大きなきっかけとなった。

#### A50 5Gシリーズ
- OPPO A55s 5G
SIMフリー版 CPH2309・楽天モバイル版 CPH2309・Softbank版 A102OP
Snapdragon 480・RAM 4GB・ストレージ 64GB
- OPPO A54 5G
SIMフリー版 CPH2303・UQモバイル版 CPH2303・au版 OPG02
Snapdragon 480・RAM 4GB・ストレージ 64GB

#### A70シリーズ
- OPPO A79 5G
SIMフリー版 CPH2557
Dimensity 6020・RAM 4GB・ストレージ128GB[注釈 2]
- OPPO A77（A77 5Gではない）
SIMフリー版 CPH2385
Helio G35・RAM 4GB・ストレージ 128GB[注釈 2]
- OPPO A73（A73 5Gではない）
SIMフリー版 CPH2099・楽天モバイル版 CPH2099
Snapdragon 662・RAM 4GB・ストレージ 64GB[注釈 2]

#### Aシリーズ
- OPPO A5 2020
SIMフリー版 CPH1943・楽天モバイル版 CPH1943・UQモバイル版 CPH1943
Snapdragon 665・RAM 4GB・ストレージ 64GB
- OPPO AX7
SIMフリー版 CPH1903・楽天モバイル版 CPH1903
Snapdragon 450・RAM 4GB・ストレージ 64GB

#### Rシリーズ
- OPPO R17 Pro
SIMフリー版 CPH1877・楽天モバイル版 CPH1877
Snapdragon 710・RAM 6GB・ストレージ 128GB
- OPPO R17 Neo
SIMフリー版 CPH1893・UQモバイル版 CPH1893
Snapdragon 660・RAM 4GB・ストレージ 128GB
- OPPO R15 Pro
SIMフリー版 CPH1831
Snapdragon 660・RAM 6GB・ストレージ 128GB
- OPPO R15 Neo
SIMフリー版 CPH1851
Snapdragon 450・RAM 3GB / 4GB・ストレージ 64GB
- OPPO R11s
SIMフリー版 CPH1719
Snapdragon 660・RAM 4GB・ストレージ 64GB

### タブレット
- OPPO Pad Air
OPD2102であるが、大陸版とソフトウェアは異なる
Snapdragon 680・RAM 4GB・ストレージ 64GB

### スマートウォッチ
OPPO公式HPから参照
- OPPO Watch 41mm - OPPOが初めて日本に投入したスマートウォッチであり、Googleのスマートウォッチ向けOS「Wear OS」が搭載されたモデル
- OPPO Band style - 2021年に発売された低価格スマートウォッチ
- OPPO Watch Free - 2021年発売のスマートウォッチ

### Bluetoothイヤホン
- OPPO Enco W51 - OPPOが初めて日本に発売したワイヤレスイヤホンである
- OPPO Enco W11 - W51と同時期に発売されたワイヤレスイヤホン
- OPPO Enco Buds - Enco Free2と同時期に発売されたイヤホン
- OPPO Enco Free2 - 最大42dbのアクティブノイズキャンセリングに対応し、自分の耳にあった音を聞くことができる独自機能を搭載
- OPPO Enco Air2 Pro